# 宮トンネル
宮トンネル（みやトンネル）とは、東海旅客鉄道高山本線の岐阜県高山市一之宮町と久々野町にまたがって存在している鉄道トンネルである。久々野駅 - 飛騨一ノ宮駅間に位置する。

## 概要
高山本線で最も長いトンネルで、全長は2,080メートルある。特急「ひだ」がこのトンネルを通過する際には大抵その旨を車内放送にて案内される。1930年（昭和5年）11月6日に起工式が行われて着工され、1933年（昭和8年）1月30日に貫通し、貫通を祝って現場にて相撲大会が行われた。高山本線が全通する1934年（昭和9年）1月に完成。太平洋側と日本海側の分水嶺を貫く難工事であるため出水事故等が続出した。工事現場には工事事務所、職員用宿舎、合宿所、物資部、診療所等が並んだ。
当トンネルにて、高山本線は日本海側と太平洋側の分水嶺である宮峠を越える。下り列車を例にとると、トンネルに入る久々野までは益田川（飛騨川）が太平洋側へ流れているが、トンネルを抜けた一之宮からは宮川が日本海側へ向かって流れていくのを車窓から確認できる。さらに冬の下り列車からは、当トンネルを抜けたとたんに一之宮町集落盆地の銀世界が広がる様に見える。
当トンネル入り口付近の海抜は714メートルあり、高山本線上最高海抜地となっている。
当トンネル北側で線路を大きくカーブを描いており、その周辺はファンの間では宮村の大カーブと呼ばれ、高山本線内有数の鉄道写真の名所である。
高山本線に並行する国道41号については、以前はヘアピンカーブの連続する長い坂道で宮峠を越えていた。しかし2015年から当トンネルに並行して国道41号のトンネル（宮峠トンネル）の建設が進められ、高山本線のトンネル開通約86年後の2020年12月12日に開通した。詳細は宮峠バイパスを参照。